# Janique Pallees
Janique Pallees (25 juli 1994) is een Surinaams atleet. Hij is sinds 2020 de houder van het Surinaamse record kogelstoten.

## Biografie
Janique Pallees begon in 2008 met sprinten op de 100 meter. Dat was op medisch advies omdat hij veel energie had. Niet lang erna stapte hij over op kogelstoten. In 2020 werd hij de Surinaamse kampioen in.
Hij kwam in 2022 uit tijdens de Islamic Solidarity Games in Konya in Turkije en behaalde hier de elfde plaats met een afstand van 16,01 meter. Hetzelfde jaar kwam hij in Asuncion in Paraguay uit tijdens de Zuid-Amerikaanse Spelen. Hier werd hij zesde met een afstand van 16,35 meter.
Op 19 januari 2019 verbrak hij het Surinaamse record kogelstoten dat vijftig jaar op naam van Henry Borger had gestaan. Borger had dit gevestigd op 16,05 meter en Pallees wierp 16,95 meter. Op 27 februari 2021 verbrak hij zijn eigen record door 17,02 meter ver te werpen.

## Persoonlijk record
- 2021: Kogelstoten 17,02 meter in Paramaribo (Surinaams record)